# Jej wysokość Afrodyta
Jej wysokość Afrodyta (ang. Mighty Aphrodite) – amerykańska komedia filmowa z 1995 roku w reżyserii Woody’ego Allena.

## Opis fabuły
Dziennikarz sportowy Lenny (Woody Allen) za namową żony (Helena Bonham Carter) postanawia adoptować dziecko. Ich syn, Max okazuje się być tak inteligentny, że Lenny postanawia odnaleźć jego biologiczną matkę. Gdy ją odnajduje, okazuje się, że jest ona niezbyt inteligentną aktorką porno.

## Obsada
- Woody Allen – Lenny
- Helena Bonham Carter – Amanda
- Olympia Dukakis – Jokasta
- Michael Rapaport – Kevin
- Mira Sorvino – Linda Ash
- David Ogden Stiers – Lajos
- Jeffrey Kurland – Edyp
- Jack Warden – Tyrezjasz
- Peter Weller – Jerry Bender